# Národní park Conguillío
Národní park Conguillío je chráněné území v Andách. Nachází se v provinciích Cautín a Malleco, které jsou součástí chilského regionu Araukánie. Jeho rozloha je 60 832 ha. Zdejší poutavé přírodní scenérie (sopka Llaima a lávová pole, jezero Conguillío a další menší vodní plochy, horský masiv Sierra Nevada) společně s původní vegetací z něj činí jeden z nejatraktivnějších a nejnavštěvovanějších chilských národních parků. Park je součástí biosférické rezervace Araucarias.

## Flóra a fauna
Ze zdejších stromů lze jmenovat druhy jako např. blahočet Araucaria araucana, cypřiš Austrocedrus chilensis, pabuk Nothofagus dombeyi, mezi typické rostliny patří Alstroemeria aurea, Arachnitis uniflora, Asteranthera ovata, Berberis darwinii, Drimys andina a další. Ze savců jsou zde zastoupeny mimo jiné druhy: kočka tmavá, osmák degu, grizon malý, puma americká, pudu jižní, činčila ušatá, pes horský a pes argentinský. Další zástupci živočichů jsou např. labuť černokrká, leguán Liolaemus lemniscatus, ropucha bradavčitá a sumouš chilský.

## Fotogalerie

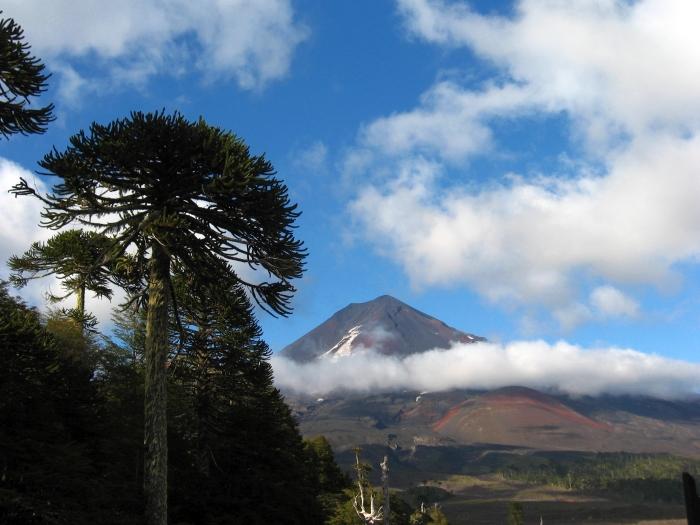
Sopka Llaima a strom Araucaria
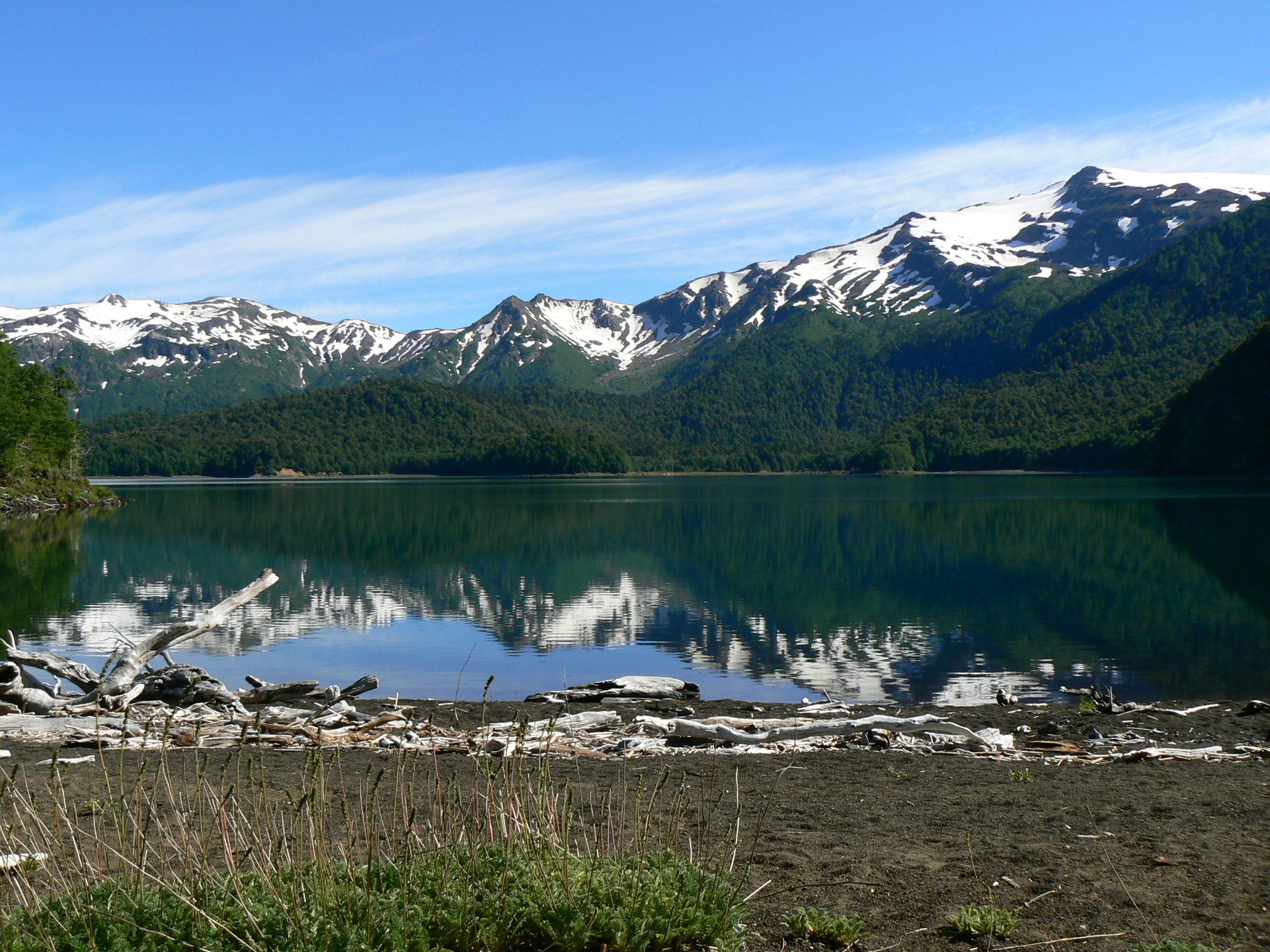
Jezero Conguillío a masiv Sierra Nevada
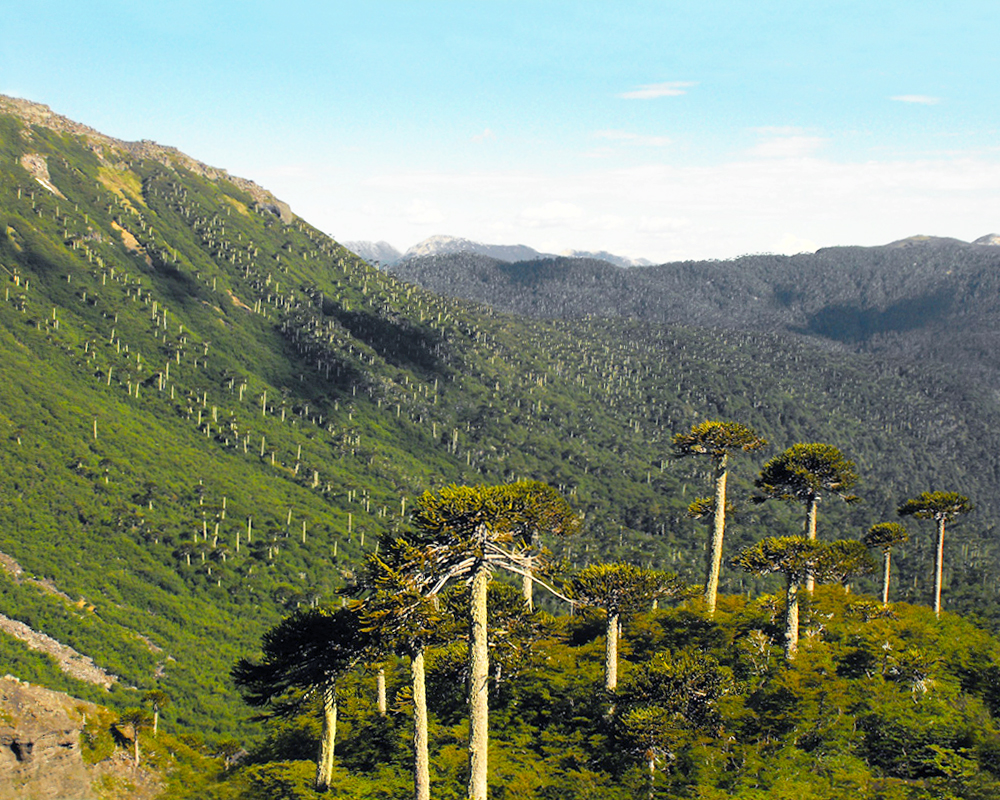
Národní park
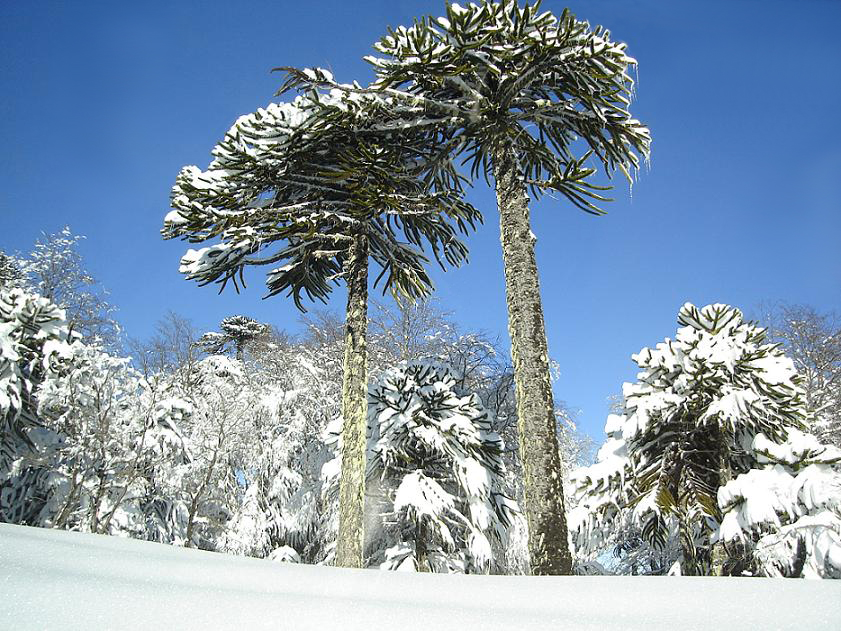
Stromy Araucaria